# USS Tracy (DD-214)
Za druga plovila z istim imenom glejte USS Tracy.
USS Tracy (DD-214) je bil rušilec razreda Clemson v sestavi Vojne mornarice Združenih držav Amerike.
Rušilec je bil poimenovan po sekretarju za vojno mornarico Benjaminu Franklinu Tracyju.